# Mansukh
Les expressions arabes mansûkh (arabe : مَنْسوخ [mansūḫ], abrogé) et nâsikh (ناسِخ [nāsiḫ], abrogatif, abrogatoire), correspondent en français aux notions de verset abrogé et de verset abrogatif du Coran. Certains versets (ʾāyāt) du Coran sont dits mansûkh (آية مَنْسوخة [āya mansūḫa], verset abrogé) lorsqu'on considère qu'une révélation ultérieure d'un autre verset vient le modifier ou le corriger. Ce verset correctif est alors dit nâsikh (آية ناسِخة [āya nāsiḫa], verset abrogatif).

## Les fondements de l'abrogation
Pour résoudre le problème des versets contradictoires, les théologiens musulmans ont élaboré la doctrine de l'abrogation. Ils fondent leur dogme en se référant au principe du verset (aya) abrogeant et abrogé (al-nâsikh wa-l-mansûkh), qui serait légitimé dans le Coran, s'appuyant sur la tradition musulmane et prenant en compte la chronologie des révélations afin de savoir lesquelles sont les plus récentes et peuvent abroger les plus anciennes :

« Si Nous abrogeons un verset quelconque ou que Nous le fassions oublier, Nous en apportons un meilleur, ou un semblable. Ne sais-tu pas que Dieu est Omnipotent? »

— Le Coran, « La Vache », II, 106, (ar) البقرة.
Alors que Mahomet aurait été accusé de manipulation à l'occasion de révélations de versets abrogeants, on peut lire en réponse dans le Coran :

« Lorsque Nous remplaçons un verset par un autre —et Dieu sait mieux que quiconque ce qu'il révèle— ils disent : “Tu n'es qu'un imposteur !”  Non ! Mais la plupart ne savent rien. »

— Le Coran, « L’Abeille », XVI, 101, (ar) النحل.
Ce principe est accepté « à de très rares exceptions [par] l'ensemble des savants musulmans ». Ces changements peuvent concerner des aspects légaux de la charia mais pas les doctrines théologiques. Il existe plusieurs types d'abrogation : celle du Coran par le Coran ou d’un hadith par un autre est généralement admise. L’abrogation du Coran par un hadith ou l’inverse divise les savants musulmans. Ainsi, les hanafites et les asharites considèrent que la Sunna peut abroger le Coran. Ibn Hazm s'appuie, pour cela, sur le fait que, pour lui, "le discours du Prophète est nécessairement d’inspiration divine".
L'abrogation peut concerner le statut d'une loi - l'auteur cite l'exemple de la continence d'une femme répudiée ou d'une veuve - sans que le texte soit changé. Elle peut concerner un texte - l'auteur cite le verset de la lapidation - retiré du Coran, sans que le statut législatif soit abrogé. Elle peut aussi concerner les deux. Le système de l'abrogation allège, généralement, l’obligation première. Dans certains cas plus controversés, même si la majorité des légistes en constate l'existence, l'obligation est alourdie, comme dans le cas du jeûne du ramadan qui passe de facultatif à obligatoire.

## Les enjeux de la chronologie
L'enjeu des versets abrogés est crucial dans l'islam, bien que méconnu en dehors. Ainsi, certains versets cités en exemple par les défenseurs ou les détracteurs de l'islam sont-ils en fait abrogés par d'autres ayant un sens différent. Selon l'islamologue français Jacques Berque, sur les 114 sourates du Coran, 71 sont plus ou moins concernées par l'abrogation,.
Au sein de l'islam, la détermination des versets abrogés et de ceux qui ne le sont pas nécessite une érudition aussi bien concernant le texte coranique que l'histoire de la Révélation. Les versets les plus récents abrogent les plus anciens traitant du même sujet, le dernier révélé donnant la conclusion de l'enchaînement des versets. L'ordre des versets tel que retranscrits dans le Coran n'étant pas l'ordre chronologique de leur révélation, l'historiographie du Coran devient un enjeu majeur quant aux questions de Charia et de Jurisprudence.
Cette lecture chronologique du Coran met en valeur deux groupes de sourates : celles de la période mecquoise (entre 610 et 622) et celles de la période médinoise (entre 622 et 632). Pour faciliter la lecture dans la perspective de l'abrogation, Sami Awad Aldib Abu Sâhlih a publié en 2016 le Coran par ordre chronologique selon l'Azhar, avec renvois aux abrogations. Bien que cette distinction soit encore utilisée par les éditions contemporaines du Coran, elle est peu probante pour l'exégèse moderne. L'idée que l'on peut réorganiser le Coran suivant l’ordre chronologique selon lequel le prophète Mahomet l’aurait proclamé est, en effet, hautement spéculative, car elle repose sur les « convictions que le Coran n’a qu’un seul auteur, qu’il n’a aucun rédacteur, et qu’il reflète l’expérience d’une communauté ayant existé autour de Muḥammad, à la Mecque et à Médine, entre 610 et 632 ».

## Exemples de versets abrogés et abrogatifs

### L'héritage
Concernant les règles de succession en matière d'héritage, les versets successifs sont :

« Voici ce qui vous est prescrit : Quand la mort se présente à l'un de vous, si celui-ci laisse des biens, il doit faire un testament en faveur de ses père et mère, de ses parents proches conformément à l'usage.

C'est un devoir pour ceux qui craignent Allah. »

— Le Coran, « La Vache », II, 180, (ar) البقرة.
Cette sourate a été révélée à Médine et, selon la tradition, c'est la 87e dans l'ordre de la Révélation. La sourate IV est considérée comme la 92e. On y lit dans le verset 11 des prescriptions beaucoup plus précises.

« Quant à vos enfants, Allah vous ordonne d'attribuer au garçon une part égale à celle de deux filles.

S'il n'y a que des filles, même plus de deux, les deux tiers de l'héritage leur reviendront.  Et s'il n'y en a qu'une, la moitié lui appartiendra.

Si le défunt a laissé un fils, un sixième de l'héritage reviendra à ses père et mère.

S'il n'a pas d'enfant et que ses parents héritent de lui : le tiers reviendra à la mère.

S'il a des frères le sixième reviendra à sa mère, après que ses legs ou ses dettes auront été acquittés.

Vous ignorez si ce sont vos ascendants ou vos descendants qui vous sont les plus utiles.

Telle est l'obligation imposée par Allah : Allah Est Celui Qui Sait, Il Est Juste. »

— Le Coran, « Les Femmes », IV, 11, (ar) النساء.
Ce seront donc ces dernières prescriptions qui seront retenues pour fixer le droit (fiqh) en matière d'héritage.

### Question de la violence
Le Coran contient à la fois des versets appelant à la paix et d'autres incitant à la guerre. Les premiers datent principalement de la période mecquoise - période pendant laquelle les musulmans étaient minoritaires et peu puissants - alors que les seconds datent de l'époque médinoise durant laquelle les musulmans étaient assez nombreux et puissants pour pouvoir réagir.

Lors de recensions des versets abrogés/abrogeant par les exégètes plus de 100 versets sont considérés comme abrogés par le "verset du sabre".

« Après que les mois sacrés expirent, tuez les associateurs où que vous les trouviez. Capturez-les, assiégez-les et guettez-les dans toute embuscade. Si ensuite ils se repentent, accomplissent la Salat et acquittent la Zakat, alors laissez-leur la voie libre, car Allah est Pardonneur et Miséricordieux. »

— Le Coran (trad. Muhammad Hamidullah), « Le repentir (At-Tawbah) », IX, 5.
C'est aussi à cette seconde période qu'appartient les versets à caractère offensif.

« Lorsque vous rencontrez (au combat) ceux qui ont mécru frappez-en les cous. Puis, quand vous les avez dominés, enchaînez-les solidement. Ensuite, c’est soit la libération gratuite, soit la rançon, jusqu’à ce que la guerre dépose ses fardeaux. Il en est ainsi, car si Allah voulait, Il se vengerait Lui-même contre eux, mais c’est pour vous éprouver les uns par les autres. Et ceux qui seront tués dans le chemin d’Allah, Il ne rendra jamais vaines leurs actions. »

— Le Coran (trad. Muhammad Hamidullah), « Muhammad », XLVII, 4.

### Contraintes religieuses
Le Coran contient des versets contradictoires sur la contrainte religieuse. Le verset 256 de la sourate II est chronologiquement le no 87.

« Nulle contrainte en religion !  »

— Le Coran (trad. Muhammad Hamidullah), «La vache », II, 256 (Extrait).
D'autres plus récents (no 111) présentent une vision différente des contraintes dans le domaine religieux. Cette version est appliquée dans les hadiths et dans la vie de Mahomet.  

« Dis à ceux des Bédouins qui restèrent en arrière : “Vous serez bientôt appelés contre des gens d’une force redoutable. Vous les combattrez à moins qu’ils n’embrassent l’Islam. Si vous obéissez, Allah vous donnera une belle récompense, et si vous vous détournez comme vous vous êtes détournés auparavant, Il vous châtiera d’un châtiment douloureux”. »

— Le Coran (trad. Muhammad Hamidullah), «La victoire», sourate XLVIII, verset 16.
De nombreux exégètes considèrent donc que le verset "Nulle contrainte en religion !" est abrogé. Le professeur Mohamed Tahar Ben Achour est le seul exégète à considérer que le verset n'est pas abrogé mais abrogeant.

#### Interdit de l'alcool
- L'interdit de l'alcool.

## Critique du système d'abrogation

### Nature de Dieu et abrogation
Le principe de l'abrogation pose un « problème critique de nature théologique ». Pour le courant majoritaire du sunnisme, né de l'asharisme, le Coran est parole verbatim de Dieu et est incréé. Pour eux, la volonté divine est souveraine, immuable et intemporelle. L'abrogation ne serait pas une adaptation aux évolutions du contexte mais ces changement serait prévus "de toute éternité". Eric Chaumont trouve cette explication "batarde" et ne pouvant "satisfaire personne".
A l'inverse, dans le courant minoritaire mu'tazilite, le Coran n'est pas considéré comme incréé. Ce mouvement- ardent défenseur de l'unicité divine- défendait que le Coran était une création pour expliquer les contradictions et défendre l'immutabilité de Dieu. La fluctuation de la Loi divine y est acceptée comme adaptation au contexte historique puisque le principe de la Sharia est  l'"intérêt de la création". Plusieurs savants asharites ont aussi exprimés leurs "désarroi" devant la difficulté théologique de réunir le principe de l’abrogation et l'intemporalité professé du Coran. Une partie de la littérature sunnite cherche à distinguer l'abrogation et l'idée de changement en Dieu.

### Abrogation de versets coraniques ou des révélations antérieures?
Les oulémas affirment majoritairement que le Coran (2:106) justifie l'abrogation des versets antérieurs par des versets plus récents sur un même sujet. Cependant, Fakhr ad-Dîn ar-Râzî et des oulémas de l'époque moderne affirment que c'est une erreur et que dans le contexte de la révélation c'était le Coran qui abrogeait les révélations antérieures (Torah et Évangile). Ils s'appuient pour cela sur le contexte du verset qui est celui d'un réquisitoire contre les Israélites (versets 40 à 123).
Michel Cuypers récuse les deux interprétations. Dans son analyse des versets 87 à 123 de la sourate 2 dont on peut rappeler qu'il y est fait référence aux juifs principalement, il met en évidence d'une part que le Coran répète pas moins de quatre fois qu'il "confirme" les Écritures antérieures, mais surtout qu'il s'agit en fait d'abolir certains des versets de la Bible et non d'abolir purement et simplement toutes les révélations antérieures ; ici, la question de l'élection exclusive des juifs comme peuple élu "favorisé"(Coran 2,104) est abrogé par le Coran 2,106. Le Coran modifie la lettre de la Torah, pour en exclure l'idée de peuple élu exclusif. En faisant cela, il "améliore"(Coran 2,106) la Torah en la rendant universelle.
L'analyse de Geneviève Gobillot rejoint celle de Cuypers. Elle précise entre autres que « le seul passage du Coran qui donne une véritable définition de l'abrogation est, de l'avis unanime des commentateurs et des spécialistes, le verset 2,106. » Et en conclusion de son analyse, elle dit « pour finir c'est donc incontestablement le rationaliste Abu Muslim Ibn Bahr qui a le mieux saisi la question de l'abrogation des Écritures antérieures par le Coran puisque, selon lui, ce n'est pas la totalité de la Bible qui est ainsi abrogée, mais quelques passages bien précis. ».

### Critiques modernes du système
Cependant, certains penseurs musulmans remettent en cause le système de l'abrogation comme Mahmoud Cheltout (1893-1963) qui fut Recteur de la mosquée d'Al-Azhar. Celui-ci aurait établi dans son livre Le Coran et le combat la preuve que le verset "point de contrainte en religion" n'est pas abrogé. Mohammed al-Ghazali (1917-1996) est plus direct, il dit :

« Ceux qui disent aussi que 120 versets sur la bonne prédication aurait été abrogés par un seul (le verset de l'épée) sont d'une stupidité incompréhensible, que nous ne pouvons expliquer que par le degré de régression qui a abruti nos raisons durant les siècles de déclin et de stagnation [...] La prédication serait annulée, pour que l'épée prenne place ? Voila une aberration qu'aucun esprit raisonnable ne peut accepter »

— Mohamed al-Ghazalî, "Comprendre le Coran aujourd'hui", éd. Universel, 2006, p.120-121 !
L'abrogation de certains versets est une vision totalement fausse selon lui. Tout verset peut agir sur la société à un moment donné. Il suffit de savoir quand actionner un verset, et c'est ainsi qu'on peut parler d'un Coran valable pour tous les temps et tous les lieux.
L'historien Mohamed Talbi affirme quant à lui que le "verset du sabre" est une invention de quelques exégètes afin de théoriser "l'abrogeant et l'abrogé" qui trouve son origine dans l'ijtihad (effort d'interprétation) de l'imam Ash-Shâfi'î.